# Mark Kvamme
Pas d'image ? Cliquez ici
Mark Kvamme, né le 10 février 1961 à Sunnyvale en Californie, est un homme d'affaires et pilote automobile américain.

## Palmarès

### WeatherTech SportsCar Championship
| Année | Ecurie                      | Châssis                | Moteur                      | Classe | 1      | 2     | 3      | 4     | 5     | 6      | 7        | 8     | 9      | 10    | 11     | Position | Points |
| ----- | --------------------------- | ---------------------- | --------------------------- | ------ | ------ | ----- | ------ | ----- | ----- | ------ | -------- | ----- | ------ | ----- | ------ | -------- | ------ |
| 2014  | Mühlner Motorsports America | Porsche 911 GT America | Porsche 4,0 L Flat-6 Atmo   | GTD    | DAY 20 | SEB   | LGA 21 | BEL   | WGL   | MOS    | IMS Abd. | ELK   | VIR    | AUS   | ATL 15 | 48e      | 48     |
| 2015  | RG Racing                   | Riley MkXXVI           | Dinan-BMW 5,0 l V8 Atmo     | P      | DAY 7  | SEB   | LBH    | LGA   | BEL   | WGL    | MOS      | ELK   | AUS    | PET   |        | 27e      | 25     |
| 2016  | Starworks Motorsport        | Oreca FLM09            | Chevrolet LS3 6,2 l V8 Atmo | PC     | DAY 7† | SEB   | LBH 5  | LGA 7 | BEL 6 | WGL 3† | MOS 7    | LIM 5 | ELK 9† | AUS 8 | ATL 4  | 9e       | 186    |
| 2017  | BAR1 Motorsports            | Oreca FLM09            | Chevrolet LS3 6,2 l V8 Atmo | PC     | DAY 3  | SEB 4 | LBH    | AUS   | BEL   | WGL    | MOS      | ELK 2 | LGA    | ATL   |        | 8e       | 90     |
| 2018  | Turner Motorsport           | BMW M6 GT3             | BMW 4.4 L V8 Turbo          | GTD    | DAY 14 | SEB   | MOH    | BEL   | WGL   | MOS    | LIM      | ELK   | VIR    | LGA   | ATL    | 65e      | 17     |
| 2019  | PR1/Mathiasen Motorsports   | Oreca 07               | Gibson GK428 4,2 l V8 Atmo  | LMP2   | DAY 4  | SEB   | MOH    | WGL   | MOS   | ELK    | LGA      | ATL   |        |       |        | 14e      | 28     |

### Asian Le Mans Series
| Année     | Écurie           | Châssis      | Moteur                      | Classe  | 1     | 2   | 3   | 4   | Points | Classement |
| --------- | ---------------- | ------------ | --------------------------- | ------- | ----- | --- | --- | --- | ------ | ---------- |
| 2019-2020 | Rick Ware Racing | Ligier JS P2 | Nissan VK45DE 4.5 L V8 Atmo | LMP2 Am | SHA 2 | BEN | SEP | BUR | *      | *          |

N.B. * Saison en cours. Les courses en " gras  'indiquent une pole position, les courses en "italique" indiquent le meilleur tour de course.